# Discographie de CKay
La discographie de CKay se résume à trois EP, onze singles et un single promotionnel. CKay a commencé sa carrière musicale avec Loopy Music, en tant que producteur de disques. À la suite de la fusion entre Loopy Music et Chocolate City, il rejoint automatiquement le torréfacteur Chocolate City. Ses crédits de production incluent Your Father de MI Abaga, Give Them de Koker, Everything Gucci de Yung6ix, Tonight de Dotman et Controlla de Bisola. Il est actuellement signé chez Warner Music Africa et Atlantic Records.
Le 30 août 2019, il a sorti son deuxième EP, CKay the First, via Chocolate City. Le projet a contribué à rendre CKay populaire et lui a valu sa première entrée dans les charts américains Billboard 200, Canadian Albums Chart et Dutch Album Top 100. L'EP était un sleeper hit qui a engendré le hit Love Nwantiti, qui est devenu la deuxième chanson nigériane à figurer sur le Billboard Hot 100. En 2021, il est devenu le premier artiste africain à atteindre 20 millions d'auditeurs Spotify, et le deuxième artiste africain en 2022 à atteindre 1,2 milliard de streams.

## Albums

### Albums studio
| Title       | Details | Meilleure position | Meilleure position | Meilleure position |
| Title       | Details | FRA                | NG                 | NG Alt             |
| ----------- | --- | ------------------ | ------------------ | ------------------ |
| Sad Romance | - Sortie: 23 septembre 2022 - Label: Warner Music South Africa - Formats: Téléchargement numérique, streaming | 88                 | 29                 | 1                  |

### EP
| Titre                 | Details | Meilleure position | Meilleure position | Meilleure position | Meilleure position | Meilleure position | Meilleure position |
| Titre                 | Details | CAN                | DEN                | FRA                | NLD                | US                 | US World           |
| --------------------- | --- | ------------------ | ------------------ | ------------------ | ------------------ | ------------------ | ------------------ |
| Who the Fuck Is CKay? | - Sortie: 11 septembre 2017 - Label: Chocolate City - Formats: Téléchargement numérique, streaming          | —                  | —                  | —                  | —                  | —                  | —                  |
| CKay the First        | - Sortie: 30 août 2019 - Label: Chocolate City - Formats: Téléchargement numérique, streaming               | 20                 | 24                 | 35                 | 12                 | 117                | 4                  |
| Boyfriend             | - Sortie: 12 février 2021 - Label: Warner Music South Africa - Formats: Téléchargement numérique, streaming | —                  | —                  | —                  | —                  | —                  | —                  |

## Chansons

### Singles promotionnels
| Année | Titre                     | Album             |
| ----- | ------------------------- | ----------------- |
| 2016  | Bad Musician Bad Producer | Single hors album |

### Singles
| Année | Titre                                                       | Meilleure position | Meilleure position | Meilleure position | Meilleure position | Meilleure position | Meilleure position | Meilleure position | Meilleure position | Meilleure position | Meilleure position | Meilleure position | Certifications                                                                                                   | Album          |
| Année | Titre                                                       | NG                 | AUS                | FRA                | ALL                | NLD                | NOR                | SWE                | SUI                | UK                 | US                 | NZ                 | Certifications                                                                                                   | Album          |
| ----- | ----------------------------------------------------------- | ------------------ | ------------------ | ------------------ | ------------------ | ------------------ | ------------------ | ------------------ | ------------------ | ------------------ | ------------------ | ------------------ | --- | -------------- |
| 2017  | Container                                                   | —                  | —                  | —                  | —                  | —                  | —                  | —                  | —                  | —                  | —                  | —                  | | —              |
| 2019  | Way                                                         | —                  | —                  | —                  | —                  | —                  | —                  | —                  | —                  | —                  | —                  | —                  | | CKay the First |
| 2019  | Love Nwantiti                                               | —                  | —                  | —                  | —                  | —                  | —                  | —                  | —                  | —                  | —                  | —                  | - France (SNEP) : Diamant                                                                                        | CKay the First |
| 2020  | Felony                                                      | —                  | —                  | —                  | —                  | —                  | —                  | —                  | —                  | —                  | —                  | —                  | | Boyfriend      |
| 2021  | Skoin Skoin (featuring Bianca Costa)                        | —                  | —                  | —                  | —                  | —                  | —                  | —                  | —                  | —                  | —                  | —                  | | Boyfriend      |
| 2021  | Love Nwantiti (Ah Ah Ah) (featuring Joeboy et Kuami Eugene) | 14                 | 8                  | 1                  | 6                  | 1                  | 1                  | 4                  | 1                  | 3                  | 26                 | 2                  | - Australie (ARIA) : Platine - Royaume-Uni (BPI) : Platine - Allemagne (BVMI) : Or - États-Unis (RIAA) : Platine | Sad Romance    |
| 2021  | Kiss Me Like You Miss Me (avec Payal Dev)                   | —                  | —                  | —                  | —                  | —                  | —                  | —                  | —                  | —                  | —                  | —                  | | —              |
| 2021  | Emiliana                                                    | 5                  | —                  | 9                  | —                  | 21                 | —                  | 90                 | 27                 | —                  | —                  | —                  | - France (SNEP) : Diamant,                                                                                       | Sad Romance    |
| 2021  | By Your Side (featuring Blxckie)                            | —                  | —                  | —                  | —                  | —                  | —                  | —                  | —                  | —                  | —                  | —                  | | —              |
| 2022  | Maria (featuring Silly Walks Movement)                      | —                  | —                  | —                  | —                  | —                  | —                  | —                  | —                  | —                  | —                  | —                  | | —              |
| 2022  | Watawi (featuring Davido, Focalistic et Abidoza)            | 13                 | —                  | —                  | —                  | —                  | —                  | —                  | —                  | —                  | —                  | —                  | | Sad Romance    |

## Apparitions
- 2021 : Davido - La La feat. Ckay (sur l'album A Better Time)
- 2022 : Ayra Starr - Beggie Beggie feat. CKay (sur l'album 19 & Dangerous)
- 2022 : Leto x CKay - Ma chérie (sur la compilation Ici c'est Paris
- 2022 : Ronisia feat. CKay - Problème (sur l'album Ronisia (Deluxe))
- 2024 : Theodort - Wayeh feat. CKay (Remix)